# Algériennes 1954-1962
Algériennes 1954-1962 est un roman graphique, scénarisé par Swann Meralli et dessiné par Zac Deloupy, qui porte sur le rôle des Algériennes pendant la guerre d'indépendance de l'Algérie à travers des personnages fictifs : les témoignages de cinq femmes. L'album est publié en janvier 2018 chez Marabout dans la collection Marabulles.

## Synopsis
La narration est racontée du point de vue de Béatrice, qui recueille des témoignages sur la guerre d'Algérie. La moitié du récit se fonde sur des flashbacks. Face au silence des anciens combattants, à commencer par son propre père, Béatrice interroge sa mère, qui lui expose sa brève et difficile expérience et lui suggère de rencontrer une amie, Saïda. Béatrice, réfléchissant au tabou qui entoure le sujet, conclut : « puisque les hommes ne parlent pas, j'irai voir les femmes ». Elle rend donc visite à Saïda, fille de harki. Le père de Saïda prend d'abord le maquis avec ses deux fils. Il s'enrôle ensuite du côté des Français. Alors que la guerre touche à sa fin, il emmène sa famille en France, où les Algériens sont provisoirement logés dans des camps. Saïda construit sa vie en France. Béatrice se rend en Algérie et visite le Mémorial du Martyr, où elle rencontre une vieille dame : Djamila, ancienne moudjahida, fait état d'inégalités de traitement par les Français et lui raconte que l'histoire des combattantes pour l'indépendance a été accaparée par les hommes,. Lorsque la guerre éclate, le père de Djamila est enfermé et torturé, ce qui décide la jeune fille à rejoindre le FLN et participer à des attentats. Recherchée, elle prend le maquis. Consciente du danger qui menace les combattantes, elle fuit ensuite le FLN. Après cette entrevue, Béatrice sillone l'Algérie en voiture et rencontre Bernadette, une Française d'Algérie, qui est restée dans le pays. Elle menait une vie banale à Alger jusqu'à l'assassinat de son conjoint. Après le cessez-le-feu, elle s'installe à la campagne. Béatrice revient en France et y rencontre Malika, une berbère qui a participé à des attentats et suivi l'armée dans le maquis. Tombée dans une embuscade avec un haut gradé du FLN, elle est blessée, capturée et torturée. Un soldat français, la croisant par hasard, l'aide à quitter le centre de détention,. Après la guerre, Malika exerce de hautes fonctions au FLN puis s'investit dans une association cultivant la mémoire de cette guerre. Son enquête terminée, Béatrice adresse à ses parents les témoignages recueillis, ce qui décide son père à sortir de son silence pour, à son tour, transmettre son propre récit.

## Personnages
Cinq femmes livrent leur témoignage : Lucienne, Saïda, Djamila, Bernadette et Malika.
- Béatrice est une « enfant d'appelé du contingent », principale narratrice[7] : elle représente le fil rouge entre les témoignages.
- Le père de Béatrice, ancien appelé du contingent, refuse d'aborder le sujet, non sans agressivité[7].
- Lucienne est la mère de Béatrice. Elle a passé peu de temps en Algérie, où elle a échappé à un attentat[3].
- Saïda, amie de Lucienne, est fille d'un harki. À la fin de la guerre, toute sa famille s'installe en France[7]. Elle fait état du sentiment de rejet qui prévaut envers les harkis, de chaque côté de la Méditerranée[5].
- Djamila est une ancienne combattante aux côtés du FLN[7]. Elle vit de profondes désillusions[5].
- Bernadette est une Française d'Algérie dont le conjoint, policier, a été tué pendant la guerre[7]. Considérant que l'Algérie est sa patrie, elle y demeure après l'indépendance[6],[5].
- Malika, fellaga[5], a rejoint le FLN avant de tomber dans une embuscade. Blessée, capturée et torturée[7], elle joue ensuite un rôle politique et fonde une association sur la mémoire de la guerre.

## Genèse de l'œuvre
Zac Deloupy est un auteur de bande dessinée qui a fait ses études à l'École européenne supérieure de l'image. Il co-fonde la maison d'édition associative Jarjille et publie plusieurs ouvrages à partir de 2004, en solo ou en collaboration. Il illustre Love story à l'iranienne (Delcourt), écrit par les journalistes Jane Deuxard et paru en 2016, qui vaut aux auteurs le prix France Info 2017. Swann Meralli, ingénieur de formation (il est diplômé de l’Insa Lyon en génie civil et urbanisme), est enseignant ; il a réalisé plusieurs courts-métrages, et, à partir de 2014, scénarise des ouvrages jeunesse et des bandes dessinées. La première collaboration des deux auteurs porte sur L'Homme, scénarisé par Meralli, dessiné par Ulric et publié par Jarjille en 2016.
Le scénariste ne connaissait que des informations de base avant d'entreprendre l'ouvrage,. Il s'est documenté pendant un an. Il n'a pas voulu montrer les hommes d'État ou de haut gradés mais, au contraire, le quotidien de personnes ordinaires. Il y associe un sujet qu'il estime également sensible : « la parole des femmes ».

## Choix artistiques
La guerre d'indépendance de l'Algérie forme la trame de fond du livre. L'insurrection commence le 1er novembre 1954 et, le 1er juillet 1962, un référendum aboutit à l'indépendance de l'Algérie. La représentation de la guerre d'Algérie dans la bande dessinée est un thème relativement peu traité. Le récit confronte plusieurs points de vue différents.
Les auteurs choisissent de montrer des évènements historiques violents : les « règlements de comptes entre nationalistes » et la torture infligée à Malika ; massacres de civils, représailles, fuite des harkis et des pieds-noirs, ainsi que l'effacement délibéré du rôle des femmes lors de cette période historique. L'album évoque également « les dérives autoritaires, inégalitaires et corruptrices du régime algérien ». Le livre se termine par des images d'espoir, porté par les femmes.
Deloupy oppose d'une part les décors chatoyants de l'Algérie et d'autre part les scènes brutales et violentes de la guerre,.

## Analyse
D'après Cases d'Histoire (magazine spécialisé dans la bande dessinée historique), le silence du père de Béatrice est représentatif d'un tabou social français entourant la guerre d'Algérie, reflétant le traumatisme des appelés ayant dû participer aux « évènements d'Algérie » (que l'État appelait « opérations de maintien de l'ordre »). Saïda, fille de harki, montre l'accueil peu confortable réservé aux réfugiés des guerres de décolonisation. La solidarité des femmes face aux conditions très dures dans ces camps montre leur force et leur dignité. L'ouvrage évoque aussi, comme une cause de la guerre, les inégalités de droits entre les communautés, fondées sur le racisme.
Les personnages sont fictifs. L'œuvre se fonde sur les témoignages croisés de ces personnages, qui reflètent des points de vue différents sur la guerre. Les récits rappellent ceux de résistantes, qui signalent le sexisme dont elles sont victimes de la part de leurs camarades masculins : ils réservent aux femmes des tâches ménagères,. L'ouvrage montre à la fois « le machisme des combattants » et le choix du gouvernement en place pour effacer le rôle des femmes dans la guerre d'Algérie. Les auteurs ne prennent pas parti : aucun camp n'est présenté comme « le bon » ou « le mauvais »,. Les destins croisés des cinq femmes sont liés à l'attentat du Milk-Bar, qui a eu lieu le 30 septembre 1956, mené par le groupe des quatre « poseuses de bombes » ; le personnage de Malika s'inspire de Zohra Drif. Le scénariste explique avoir voulu montrer qu'un même évènement peut être vu et compris de différentes manières.

## Accueil critique
Deloupy emploie un dessin « net et sans fioritures », qui sert le scénario. La qualité narrative et esthétique inspire des commentaires enthouasiates sur Actua BD : le scénario aborde ce thème « avec finesse et nuance » et le dessin « épuré, expressif et d’une lisibilité extrême », autant que la mise en couleurs « splendides », font de l'ouvrage « le sommet de sa carrière [de Deloupy] d’un point de vue graphique ». Les analyses sont si bien menées que le livre pourrait servir de support pédagogique, car il confronte plusieurs avis, sans se restreindre à un point de vue particulier. Narrer cette guerre sous l'angle des femmes, dans une bande dessinée, est un choix sans précédent, qui fait de ce livre l'un des plus marquants concernant l'histoire de la guerre d'indépendance de l'Algérie. Néanmoins, la représentation directe des tortures infligées divise les chroniqueurs : l'historien Pascal Ory ne relève pas ce point tandis que Tristan Martine regrette ce parti-pris. Sur Planète BD, le scénario est considéré comme clair et simple, permettant « une image juste et complète de la guerre » ; le dessin de Deloupy, à la fois rond et lisible, correspond au propos et met en valeur l'humanité des personnages. Les scènes de torture, « quasi insoutenables », s'inscrivent dans la ligne d'ensemble de l'album, « fluide et vivant » : « une œuvre poignante ». BoDoï réserve à l'album un accueil mitigé, estimant que l'ouvrage est de nature à éveiller l'intérêt de lecteurs relativement jeunes, tant par le scénario que par « la ligne claire élégante et immédiatement accessible » du dessinateur. Cases d'histoire accueille favorablement cette « œuvre de mémoire ». Le traitement narratif et esthétique est également très bien accueilli sur BD Gest'. La valeur didactique de la bande dessinée est signalée.

### Postérité
Deloupy et Meralli annoncent leur souhait d'écrire un deuxième album sur la guerre d'Algérie, en se concentrant cette fois sur les appelés français.